# Mycalesis tagala
Mycalesis tagala är en fjärilsart som beskrevs av Felder 1863. Mycalesis tagala ingår i släktet Mycalesis och familjen praktfjärilar. Inga underarter finns listade i Catalogue of Life.